# Amphoe Waeng Yai
Amphoe Waeng Yai (Thai: อำเภอ แวงใหญ่) ist ein Landkreis (Amphoe – Verwaltungs-Distrikt) in der Provinz Khon Kaen. Die Provinz Khon Kaen liegt in der Nordostregion von Thailand, dem so genannten Isan.

## Geographie
Benachbarte Landkreise (von Norden im Uhrzeigersinn): die Amphoe Khok Pho Chai, Chonnabot, Phon und Waeng Noi in der Provinz Khon Kaen, sowie Amphoe Khon Sawan der Provinz Chaiyaphum.

## Geschichte
Waeng Yai wurde am 3. Januar 1977 zunächst als „Zweigkreis“ (King Amphoe) eingerichtet, indem die drei Tambon Khon Chim, Non Thong und Mai Na Phiang vom Amphoe Phon abgetrennt wurden.
Am 26. Mai 1980 wurde er zum Amphoe heraufgestuft.

## Verwaltungseinheiten

### Provinzverwaltung
Der Landkreis Waeng Yai ist in fünf Tambon („Unterbezirke“ oder „Gemeinden“) eingeteilt, die sich weiter in 52 Muban („Dörfer“) unterteilen.
| Nr. | Name          | Thai      | Muban | Einw. |
| --- | ------------- | --------- | ----- | ----- |
| 1.  | Khon Chim     | คอนฉิม     | 09    | 4.698 |
| 2.  | Mai Na Phiang | ใหม่นาเพียง | 14    | 7.958 |
| 3.  | Non Thong     | โนนทอง    | 11    | 5.495 |
| 4.  | Waeng Yai     | แวงใหญ่    | 07    | 5.414 |
| 5.  | Non Sa-at     | โนนสะอาด  | 11    | 5.989 |

### Lokalverwaltung
Es gibt eine Kommune mit „Kleinstadt“-Status (Thesaban Tambon) im Landkreis:
- Waeng Yai (Thai: เทศบาลตำบลแวงใหญ่), bestehend aus dem gesamten Tambon Waeng Yai.

Außerdem gibt es vier „Tambon-Verwaltungsorganisationen“ (องค์การบริหารส่วนตำบล – Tambon Administrative Organizations, TAO):
- Khon Chim (Thai: องค์การบริหารส่วนตำบลคอนฉิม)
- Mai Na Phiang (Thai: องค์การบริหารส่วนตำบลใหม่นาเพียง)
- Non Thong (Thai: องค์การบริหารส่วนตำบลโนนทอง)
- Non Sa-at (Thai: องค์การบริหารส่วนตำบลโนนสะอาด)